# Mario Albertelli
Mario Albertelli (Roma, 22 gennaio 1904 – Napoli, 27 aprile 1966) è stato un direttore della fotografia italiano.

## Biografia
La sua principale attività era nei cinegiornali, l'esordio nel cinema è avvenuto nel 1933 con il film: Non c'è bisogno di denaro diretto da Amleto Palermi.

## Filmografia parziale

### Direttore della fotografia
- Camicia nera, regia di Giovacchino Forzano (1933)
- Non c'è bisogno di denaro, regia di Amleto Palermi (1933)
- Aurora sul mare, regia di Giorgio Simonelli (1935)
- Hundert Tage, regia di Franz Wenzler (1935)
- Maestro Landi, regia di Giovacchino Forzano (1935)
- Cuor di vagabondo, regia di Jean Epstein (1936)
- Coeur de gueux, regia di Jean Epstein (1936)
- Sous la terreur, regia di Marcel Cravenne e Giovacchino Forzano (1936)
- Campo di maggio, regia di Giovacchino Forzano (1936)
- Fiordalisi d'oro, regia di Giovacchino Forzano (1936)
- La fossa degli angeli, regia di Carlo Ludovico Bragaglia (1937)
- 13 Men and a Gun,regia di Mario Zampi (1938)
- Ettore Fieramosca, regia di Alessandro Blasetti (1938)
- Duetto vagabondo, regia di Guglielmo Giannini (1938)
- Chi sei tu?, regia di Gino Valori (1939)
- Belle o brutte si sposan tutte..., regia di Carlo Ludovico Bragaglia (1939)
- Due milioni per un sorriso, regia di Carlo Borghesio e Mario Soldati (1939)
- L'amore si fa così, regia di Carlo Ludovico Bragaglia (1939)
- In campagna è caduta una stella, regia di Eduardo De Filippo (1939)
- Cose dell'altro mondo, regia di Nunzio Malasomma (1939)
- Tredici uomini e un cannone, regia di Giovacchino Forzano (1939)
- Un mare di guai, regia di Carlo Ludovico Bragaglia (1939)
- Gli ultimi della strada, regia di Domenico Paolella (1940)
- L'ultima nemica, regia di Umberto Barbaro (1940)
- La granduchessa si diverte, regia di Giacomo Gentilomo (1940)
- Alessandro sei grande!, regia di Carlo Ludovico Bragaglia (1940)
- La fanciulla di Portici, regia di Mario Bonnard (1940)
- Maddalena... zero in condotta, regia di Vittorio De Sica (1940)
- Idillio a Budapest, regia di Giorgio Ansoldi e Gabriele Varriale (1941)
- Marco Visconti, regia di Mario Bonnard (1941)
- Barbablù, regia di Carlo Ludovico Bragaglia (1941)
- Amore imperiale, regia di Aleksandr Volkov (1941)
- Se io fossi onesto, regia di Carlo Ludovico Bragaglia (1942)
- Orizzonte di sangue, regia di Gennaro Righelli (1942)
- Fedora, regia di Camillo Mastrocinque (1942)
- Giorno di nozze, regia di Raffaello Matarazzo (1942)
- Rossini, regia di Mario Bonnard (1942)
- Colpi di timone, regia di Gennaro Righelli (1942)
- Tempesta sul golfo, regia di Gennaro Righelli (1943)
- Gioco d'azzardo, regia di Parsifal Bassi (1943)
- La storia di una capinera, regia di Gennaro Righelli (1943)
- Torna... a Sorrento, regia di Carlo Ludovico Bragaglia (1945)
- Il fabbro del convento, regia di Max Calandri (1945)
- Pronto chi parla?, regia di Carlo Ludovico Bragaglia (1946)
- Canto, ma sottovoce..., regia di Guido Brignone (1946)
- Il marito povero, regia di Gaetano Amata (1946)
- Lucia di Lammermoor, regia di Piero Ballerini (1946)
- La gondola del diavolo, regia di Carlo Campogalliani (1946)
- Legge di sangue, regia di Luigi Capuano (1948)
- La cigarra, regia di Florián Rey (1948)
- Vertigine d'amore, regia di Luigi Capuano (1949)
- La sepolta viva, regia di Guido Brignone (1949)
- Cenerentola, regia di Fernando Cerchio (1949)
- Femmina incatenata, regia di Giuseppe De Martino (1949)
- Come scopersi l'America, regia di Carlo Borghesio (1949)
- Totò cerca moglie, regia di Carlo Ludovico Bragaglia (1950)
- Figaro qua, Figaro là, regia di Carlo Ludovico Bragaglia (1950)
- Tototarzan, regia di Mario Mattoli (1950)
- Le sei mogli di Barbablù, regia di Carlo Ludovico Bragaglia (1950)
- Totò sceicco, regia di Mario Mattoli (1950)
- 47 morto che parla, regia di Carlo Ludovico Bragaglia (1950)
- Arrivano i nostri, regia di Mario Mattoli (1951)
- Il capitano nero, regia di Giorgio Ansoldi e Alberto Pozzetti (1951)
- Core 'ngrato, regia di Guido Brignone (1951)
- Il mago per forza, regia di Marino Girolami, Marcello Marchesi e Vittorio Metz (1951)
- Anema e core, regia di Mario Mattoli (1951)
- Il microfono è vostro, regia di Giuseppe Bennati (1951)
- Vendetta... sarda, regia di Mario Mattoli (1952)
- Inganno, regia di Guido Brignone (1952)
- Il segreto delle tre punte, regia di Carlo Ludovico Bragaglia (1952)
- A fil di spada, regia di Carlo Ludovico Bragaglia (1952)
- 5 poveri in automobile, regia di Mario Mattoli (1952)
- Amore rosso (Marianna Sirca), regia di Aldo Vergano (1952)
- Ho scelto l'amore, regia di Mario Zampi (1953)
- Lulù, regia di Fernando Cerchio (1953)
- Nerone e Messalina, regia di Primo Zeglio (1953)
- Dramma nella Kasbah, regia di Ray Enright e Edoardo Anton (1953)
- Sua altezza ha detto: no!, regia di Maria Basaglia (1953)
- Frine, cortigiana d'Oriente, regia di Mario Bonnard (1953)
- Scampolo '53, regia di Giorgio Bianchi (1953)
- Papà Pacifico, regia di Guido Brignone (1954)
- Peppino e la vecchia signora, regia di Piero Ballerini (1954)
- Napoli piange e ride, regia di Flavio Calzavara (1954)
- Ballata tragica, regia di Luigi Capuano (1954)
- Da qui all'eredità, regia di Riccardo Freda (1955)
- Cuore di mamma, regia di Luigi Capuano (1955)
- Luna nova, regia di Luigi Capuano (1955)
- Porta un bacione a Firenze, regia di Camillo Mastrocinque (1955)
- Faccia da mascalzone, regia di Raffaele Andreassi e Lance Comfort (1956)
- Totò, Peppino e la... malafemmina, regia di Camillo Mastrocinque (1956)
- Totò, Peppino e i fuorilegge, regia di Camillo Mastrocinque (1956)